# Vîjîne, Bârzula
Vîjîne (în ucraineană Вижине) este un sat în comuna Ocna din raionul Bârzula, regiunea Odesa, Ucraina.

## Demografie
Componența lingvistică a localității Vîjîne
     Ucraineană (80%)
     Română (12,57%)
     Rusă (6,29%)
     Alte limbi (0,57%)
Conform recensământului din 2001, majoritatea populației localității Vîjîne era vorbitoare de ucraineană (80%), existând în minoritate și vorbitori de română (12,57%) și rusă (6,29%).